# Thérèse Klipffel
Thérèse Klipffel, née à Strasbourg le 8 novembre 1920 et morte dans la même ville le 9 août 2006, est une pasteure protestante. Elle est nommée présidente du conseil synodal de l'Église réformée d'Alsace et de Lorraine en 1982, devenant ainsi la première femme à occuper une telle fonction en France. Elle exerça également d'importantes responsabilités dans le scoutisme féminin et la catéchèse.

## Biographie
Issue d'une ancienne famille alsacienne originaire de Haguenau, dont plusieurs membres, depuis la Révolution française, ont été officiers, notaire ou encore historiens, Thérèse Klipffel est la fille de Lucien Henri Ernest Klipffel, officier et historien, et d'Alice Jeanne Kiener. Son père était d'origine catholique, mais libre penseur, et sa mère luthérienne. Elle demandera elle-même le baptême en 1943.
Elle est élève aux lycées de Metz puis de Strasbourg où la famille s'installe en 1936. Elle obtient en 1943 une licence de physique-chimie à l'université de Strasbourg, repliée à Clermont-Ferrand durant la seconde guerre mondiale, et dirige l'été des camps scouts au sein de la Fédération française des Eclaireuses (FFE), où elle accueille de plus en plus de fillettes juives. En novembre 1943, elle échappe à la rafle opérée à l'université par les autorités allemandes. Elle s'engage alors pleinement dans le scoutisme, devenant commissaire provinciale de la Fédération française des éclaireuses (FFE). Ce mouvement scout féminin rassemble trois sections, protestante, neutre et israélite. 
À son retour à Strasbourg, en décembre 1944, elle travaille au ministère de la Jeunesse et des Sports pendant cinq mois, puis elle est nommée commissaire provinciale scoute pour l'Alsace, et enfin commissaire nationale de la FFE. Elle se consacre à ce poste, depuis Paris, à relancer les mouvements de jeunesse après les troubles de la guerre et réalise la fusion des trois sections de la Fédération d'éclaireuses.
En 1954, Thérèse Klipffel, bénéficie d'une bourse et entreprend des études de théologie, à la faculté de théologie protestante de Strasbourg. Elle obtient une maîtrise en théologie puis elle assure la formation religieuse des futures institutrices à l'École normale protestante de Strasbourg, sous régime concordataire, de 1957 à 1969 et des cours de religion dans les écoles primaires publiques.
Elle est ordonnée pasteure de l'Église réformée d'Alsace et de Lorraine en 1965 et est nommée secrétaire générale de la Commission de l'enseignement religieux, devenue en 1969 Commission régionale de catéchèse, service commun des Églises protestantes d'Alsace et de Lorraine. Elle est notamment chargée de la formation des catéchètes et des professeurs de religion qui devaient assurer les programmes de catéchèse paroissiale et les parcours d'enseignement religieux dans les écoles publiques. Elle crée également un centre de documentation et collabore aux travaux de la Société des écoles du dimanche à Paris.
Elle devient membre du conseil synodal de l'ERAL en 1977 puis, en 1982, elle est élue présidente de ce conseil, succédant au pasteur Christian Schmidt, devenant ainsi la première femme en France à exercer une telle fonction. Elle réalise un second mandat en 1985 et devient également vice-présidente de la Fédération protestante de France. Le 9 octobre 1988, elle accueille, en compagnie de son collègue le pasteur Michel Hoeffel, président de l'ECAAL, le pape Jean-Paul II, en l'église luthérienne Saint-Thomas de Strasbourg,. Elle prend sa retraite en 1988. Antoine Pfeiffer lui succède à la tête de l'ERAL.
Elle consacre alors une partie de son temps à faire connaître l’œuvre de la musicienne alsacienne Marie Jaëll-Trautmann, sa parente, ainsi que les travaux de la bibliste et théologienne luthérienne, Suzanne de Dietrich. Elle travaille aussi à la sauvegarde, au tri et à la conservation des archives de la Fédération française des éclaireuses et de celles de la communauté de Pomeyrol. Elle décède à Strasbourg en 2006, à l'âge de 86 ans.

## Distinctions
- 1979 : chevalier des Palmes académiques
- 2002 : officier de la Légion d'honneur

## Publications

### Ouvrages
- Lumière du monde (en collaboration)
- Le sel de la terre (idem)

### Articles et chapitres de livres
- « Biographie », in Laurent Hurpeau (coord.), Marie Jaëll, un cerveau de philosophe et des doigts d'artiste, Symétrie, 2004, p. 5-32.
- « Marie Jaëll-Trautmann, une artiste alsacienne », L'Outre-Forêt, 73, 1991, 16-23.
- « Les archives de la Fédération française des éclaireuses », Bulletin de la Société de l'histoire du protestantisme français, 143, 3 juillet-septembre 1997, p.545-551, [lire en ligne].